# Diplobatis colombiensis
The Colombian electric ray (Diplobatis colombiensis) là một loài cá thuộc họ Narcinidae. Nó là loài đặc hữu của Colombia. Môi trường sống tự nhiên của chúng là open seas.